# Odontophrynidae
Los odontofrínidos (Odontophrynidae) son un clado de anfibios anuros con el rango de familia. Las especies de esta familia son endémicas del sur y sureste de Sudamérica. Contiene 3 géneros y 52 especies, que eran considerados hasta hace poco parte de la familia Cycloramphidae.

## Géneros
Se reconocen los tres géneros siguientes según ASW:
- Macrogenioglottus Carvalho, 1946 (1 especie)
- Odontophrynus Reinhardt & Lütken, 1862  (11 especies)
- Proceratophrys Miranda Ribeiro, 1920 (40 especies)